# Tésenfa, Baranya
Tésenfa este un sat în districtul Siklós, județul Baranya, Ungaria, având o populație de 205 locuitori (2011). 

## Demografie
Componența etnică a satului Tésenfa
     Maghiari (94,15%)
     Romi (4,39%)
     Necunoscut (1,46%)
     Alții (1,46%)
Componența confesională a satului Tésenfa
     Romano-catolici (64,88%)
     Reformați (22,44%)
     Fără religie (4,88%)
     Necunoscută (7,8%)
Conform recensământului din 2011, satul Tésenfa avea 205 locuitori. Din punct de vedere etnic, majoritatea locuitorilor (94,15%) erau maghiari, cu o minoritate de romi (4,39%). Apartenența etnică nu este cunoscută în cazul a 1,46% din locuitori.  Din punct de vedere confesional, majoritatea locuitorilor (64,88%) erau romano-catolici, existând și minorități de reformați (22,44%) și persoane fără religie (4,88%). Pentru 7,8% din locuitori nu este cunoscută apartenența confesională.